# Riserva naturale Po di Volano
La riserva naturale Po di Volano è un'area naturale protetta situata nei comuni di Codigoro e Comacchio, in provincia di Ferrara. La riserva occupa una superficie di 220,68 ettari, compresa nel Parco regionale del Delta del Po dell'Emilia-Romagna.

## Storia
Sviluppata su arenili di recente formazione, originati dal deposito di sabbie marine in seguito al progressivo arretramento del mare, fu istituita tramite il DM 13/07/1977; G.U. nº 219 dell'11/08/1977).

## Territorio
Situata a nord del Lido delle Nazioni e il Po di Volano, tra la strada statale 309 Romea e la costa, la riserva è costituita da una ampia zona di prati umidi e bacini lacustri, da una pineta di superficie pari a 169 ha, estesa per 6 km a sud dall'abitato di Lido di Volano fino alla località Bocca del Bianco su due lingue di terra, definite “scanni”, ad ovest dal Lago delle Nazioni, ed infine ad est dallo scanno di Volano, corrispondente alla porzione settentrionale del litorale.
Gli scanni consistono in cordoni dunosi originati dal progressivo deposito di sedimenti e la formazione di spiagge e dune sabbiose che nella parte più settentrionale sono rimaste in condizioni naturali.

## Fauna
La riserva fungeva in passato da sito di svernamento di importanza nazionale per molte specie di anatidi, in particolare Moretta (Aythya fuligula) e Moriglione (Aythya ferina). È uno dei primi siti del Delta ad essere frequentato da aironi guardabuoi.
Presenti specie ubiquitarie come garzette, gallinelle d'acqua e folaghe, germani reali, sterne, gabbiani e cormorani.

## Flora
Le dune sabbiose furono rimboscate a metà degli anni trenta con pini marittimi lungo le zone perimetrali e con pini domestici in quelle interne, comunque sostituiti dal marittimo, più resistente alla salinità, nelle zone più depresse invase dalle acque nel 1996, causa anche di fenomeni di subsidenza.
Sono state introdotte anche altre specie autoctone, quali il leccio e la farnia.
Sulle sponde è diffusa la tamerice.

## Accessi
Raggiungibile da diversi percorsi che si diramano all'abitato di Lido di Volano e dalla strada panoramica Acciaioli, a nord di Lido delle Nazioni.
Partendo dalla località “la Madonnina” è possibile raggiungere una torretta con vista sugli estesi prati umidi; costeggiando un'ampia insenatura, si possono raggiungere i cordoni dunosi.